# Ernsta secessus
Ernsta secessus is een vlinder uit de familie van de dikkopjes (Hesperiidae). De wetenschappelijke naam van de soort is voor het eerst gepubliceerd in 1891 door Roland Trimen.
De soort komt voor in Congo-Kinshasa, Tanzania, Angola, Zambia, Malawi, Zimbabwe, Namibië, Zuid-Afrika en Swaziland.